# 40 Acres & A Mule Filmworks
40 Acres & A Mule Filmworks est la société de production du cinéaste américain Spike Lee.
La société tire son nom d'une loi adoptée après la guerre de Sécession. En 1865, le général Sherman publia le Special Field Order 15, un communiqué d'ordres militaires, qui prévoyait de léguer des terrains de 40 acres (160 000 m2) aux esclaves affranchis ainsi qu'une mule. Ces Orders eurent cependant peu d'effet, puisqu'ils furent révoqués par le président Andrew Johnson succédant à Abraham Lincoln après son assassinat.
À la suite du succès de films tels que Do the Right Thing et Malcolm X, Spike Lee décide de développer la marque 40 Acres en ouvrant de petits magasins de vêtements qui portent l'emblème de 40 Acres.
Spike Lee effectue également de nombreuses collaborations avec des marques de vêtements telles que Nike, Eckō et Brooklyn Denim.
40 Acres & A Mule Filmworks dispose aussi d'un service de publicité auprès de DDB Worldwide, le deuxième groupe de communication au monde. En plus des films de Spike Lee, des centaines de spots publicitaires et de clips vidéo ont été produits par le biais de 40 Acres.
En 2004, 40 Acres & A Mule Filmworks déménage l'ensemble de ses activités à New York et son siège à Brooklyn, le quartier où Spike Lee a grandi. Le siège de 40 Acres & A Mule Filmworks est situé sur la South Elliot Avenue, dans le quartier de Fort Greene à Brooklyn où Spike Lee a grandi.

## Filmographie
- Nola Darling n'en fait qu'à sa tête (She's Gotta Have It) (1986)
- School Daze (1988)
- Do the Right Thing (1989)
- Mo' Better Blues (1990)
- Jungle Fever (1991)
- Malcolm X (1992)
- Crooklyn (1994)
- Clockers (1995)
- New Jersey Drive (1995)
- Tales from the Hood (1995)
- Girl 6 (1996)
- Get on the Bus (1996)
- He Got Game (1998)
- Summer of Sam (1999)
- Le Mariage de l'année (The Best Man) (1999)
- The Original Kings of Comedy (2000)
- The Very Black Show (Bamboozled) (2000)
- Love and Basketball (2000)
- 3 A.M. (2001)
- La 25e Heure (25th Hour) (2002)
- Good Fences (2003)
- She Hate Me (2004)
- Inside Man : L'Homme de l'intérieur (Inside Man) (2006)
- Miracle à Santa Anna (2008)
- Red Hook Summer (2012)
- Old Boy (film, 2013) (2013)
- Da Sweet Blood of Jesus (2015)
- Chi-Raq (2015)
- See You Yesterday (2019)
- Da 5 Bloods (2020)
- 2025 : High and Low

### Télévision
- A Huey P. Newton Story (2001)
- Katrina (When the Levees Broke : A Requiem in Four Acts) (2006)
- Kobe Doin' Work (2009)
- If God Is Willing and Da Creek Don't Rise (2010)
- Nola Darling n'en fait qu'à sa tête (She's Gotta Have It, 2017)